# Wild Side Story

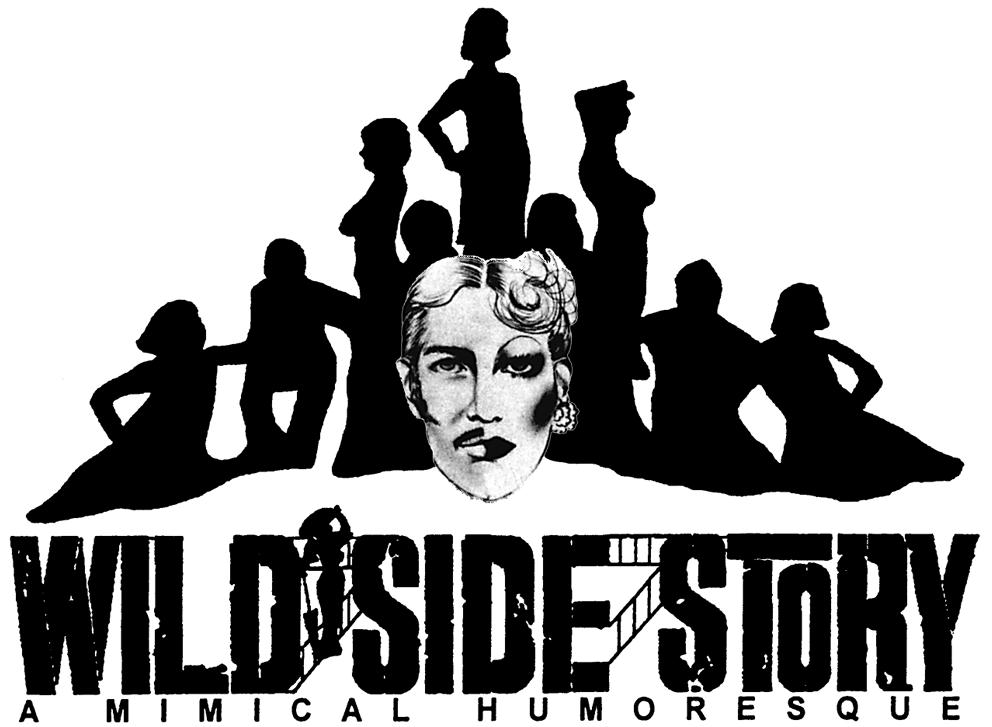
Logo, 2001

Wild Side Story ist ein parodistisches Musical, das 1973 als Travestie-Show in der Schwulenszene von Miami Beach entstand und in halbprofessionellen und kommerziellen Aufführungen in Florida, Schweden, Kalifornien und Spanien gezeigt wurde.

## Hintergrund

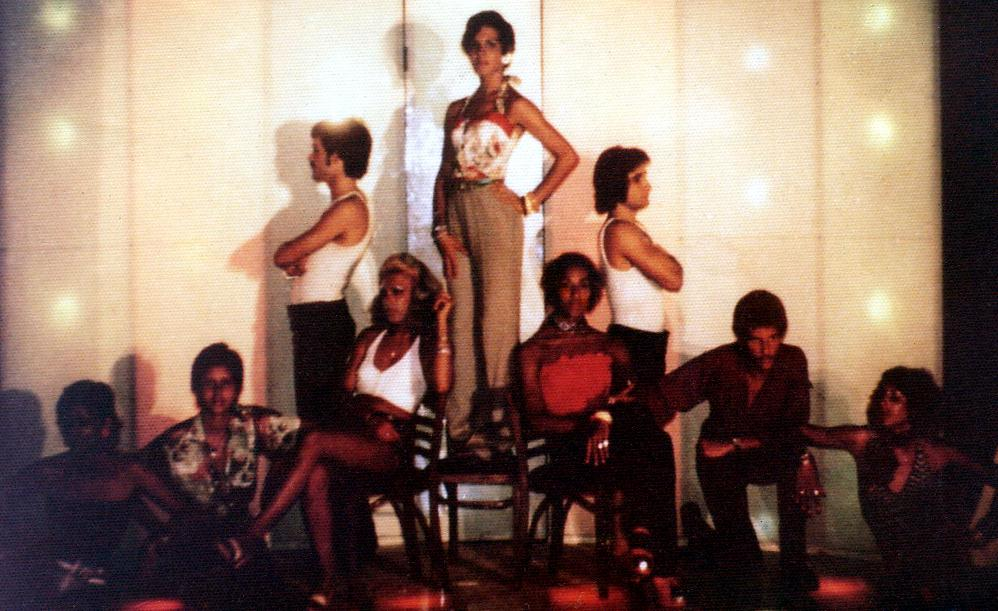
Die erste Besetzung 1973

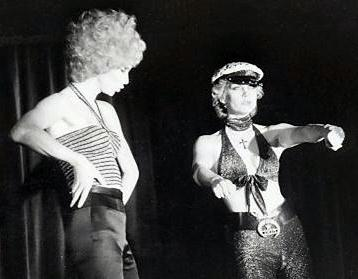
Christer Lindarw und Ulla Jones: Leader of the Pack 1976

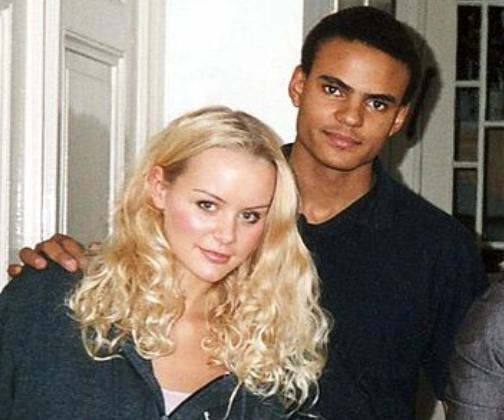
Helena Mattsson und Mohombi in einem Ensemble des Stückes im Jahr 2002

Der aus einer schwedisch-amerikanischen Musikerfamilie stammende Produzent, Autor und Regisseur von Unterhaltungsshows Lars Jacob (Geburtsname: Lars Ridderstedt; heutiger amtlicher Name: Jacob Truedson Demitz) ging im Alter von 22 Jahren nach Florida und arbeitete dort, neben seiner Anstellung am Empfang des Doral Hotels, als DJ. Zusammen mit jungen kubanischen Flüchtlingen der Transvestiten-Szene von Miami Beach erarbeitete er ein Musical, das im Camp-Stil eine Parodie auf West Side Story bot, aber auch unabhängige Elemente verwendete.
Im Jahr 1975 reiste Lars Jacob zurück nach Schweden, um dort Shows für einen der frühesten Nachtclubs in Stockholm zu produzieren, und führte damit die Travestie-Shows in Schweden ein. 1976 brachte er dort seine Wild Side Story auf die Bühne. Lars Jacobs Position am berühmten Klub von Alexandra Charles gab ihm die Gelegenheit, einige Gattungen in der schwedischen Unterhaltung nachhaltig zu beeinflussen. Schon 1976 ging er wieder in die USA und arbeitete bei The Beverly Hills Hotel. Nebenbei baute er wiederum ein Underground-Ensemble auf, das Wild Side Story, mit einigen Anpassungen an die kalifornische Kultur, unregelmäßig und auf wechselnden Bühnen zwischen 1977 und Anfang der 1980er Jahre spielte.
Bis zum Jahr 2004 wurde die Parodie mehr als 500 Mal in Florida, Stockholm, Los Angeles und Spanien aufgeführt. Später wurden Stücke aus Wild Side Story durch CabarEng in Stockholm in Kabaretts wie CaCa Bleu (2009–2010) und ÄngelCab (2013) gezeigt, auch wenn das Ensemble auf Tournee in den USA mit Cabaret Large A-Cup (2011) war. Zum 40-jährigen Jubiläum der Show wurde sie 2013 in der Stockholmer Altstadt erneut gespielt.

## Gestaltung
Anfangs wurden alle Songs per Playback abgespielt, später wurden individuelle Kombinationen aus Playback, Live-Gesang und Sound-Einspielungen arrangiert. Das bedeutet, dass die Schauspieler während der gesamten einstündigen Show fast ausschließlich ihre Rollen lippensynchron zu Liedern aus der PA-Anlage spielten. Übertriebene Lippen- und Zungenbewegungen steigerten die satirische Behandlung der verwendeten Originalaufnahmen, die zur Handlung beitragen. Wenn das Publikum sich fast daran gewöhnt hat, dass durchgehend Playback gespielt wird, singt Tony plötzlich eine eigene Live-Version des Lieds Maria.
Drei der neun Rollen erfordern männliche Schauspieler, die übertriebene Dragqueens spielen. Seit 1976 wurden drei Rollen auch mit wirklichen Frauen besetzt. Eine von diesen Frauen spielt einen Dragking. Die Schauspieler waren in der Regel Amateure aus der jeweiligen Szene, die erstmals auf der Bühne standen. In Los Angeles und bei späteren schwedischen Aufführungen wurde das Stück in professioneller Besetzung und mit entsprechender Bühnenausstattung und -technik gespielt.
Verschiedene Effekte, wie lautes Fußgetrampel in America, Stroboskoplicht und Schreie im katastrophalen Straßenkampf Rumble und gelegentliche Projektionen von sowohl Dias als auch Super-8-Filmen, vervollständigen das Multimediaerlebnis.
Die Kostüme, die im Jahr 1976 von Maria Knutsson aus der berühmten schwedischen Boutique Gul & Blå extra entworfen und genäht wurden, werden weiterhin verwendet, und zu einem Großteil auch die gleiche Körpersprache, die der Regisseur an den jungen Kubanern im Jahr 1972 sah.

## Parodiekennzeichen

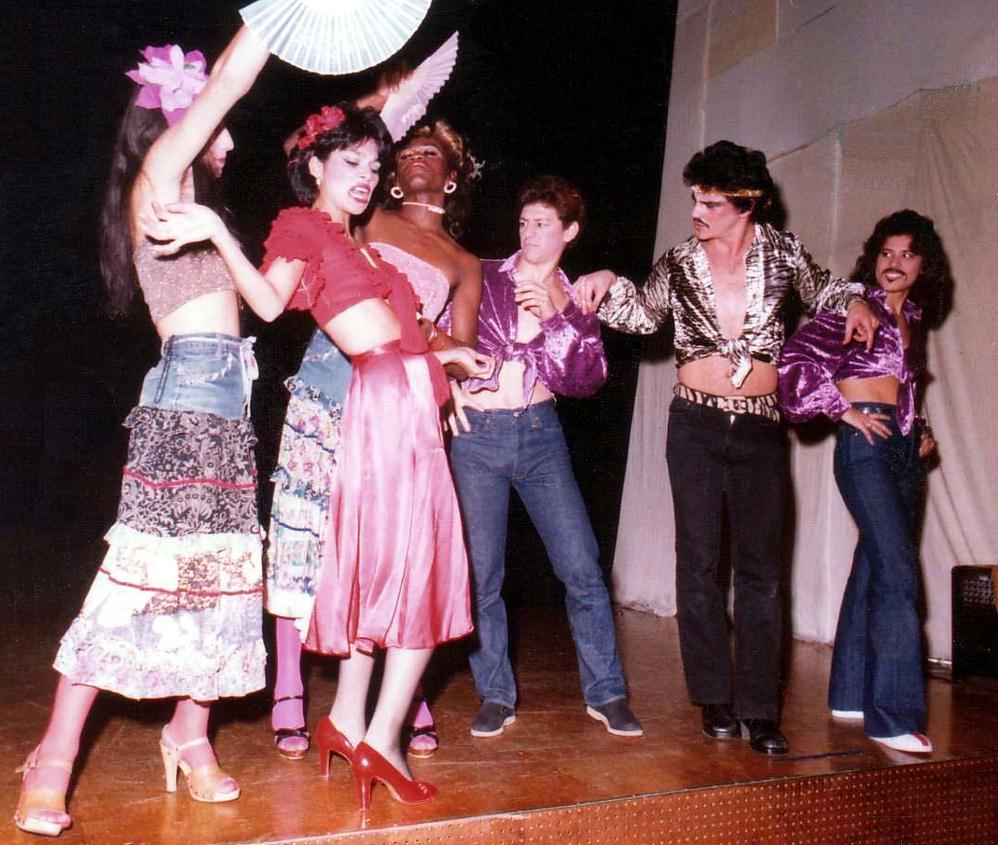
America 1977 in Los Angeles

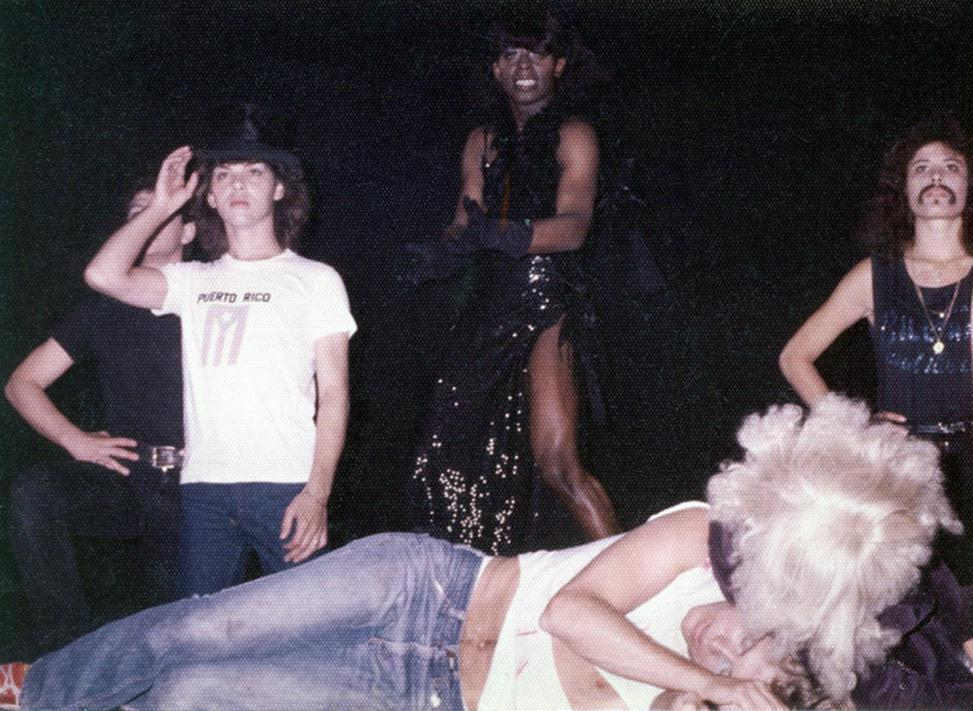
Somewhere 1979 in Los Angeles

Wild Side Story ist eine Parodie auf das klassische Musical West Side Story und vor allem dessen Hauptthema der selbstmörderischen Liebe von Romeo und Julia. Etwa die Hälfte der Musik stammt aus West Side Story, darunter Instrumental- und komödiantische Versionen.
Weitere Songs, unter anderem von Bette Midler, La Lupe, Elvis Presley, Marilyn Monroe, Lou Reed, Alma Cogan und Peggy Lee, sowie pikante Kommentare aus Mae-West-Filmszenen sind ebenfalls wichtige Teile des Schmähstücks. Das Finale beinhaltet eine Las-Vegas-Darbietung durch Diana Ross mit Somewhere, wobei sie „Doktor Martin Luther King“ und seinen Traum zitiert, während Spielautomaten sehr viel Geld für das Hotel machen. Schultänze, sexuelle und andere Stereotypen, sinnlose Gewalt, liebeskranke Unachtsamkeit und Trunkenheit sowie an Oscar Wilde erinnernde Verwechslungskomödien werden parodiert.

## Handlung
Die Hauptfigur José „Maria“ González verkleidet sich gekonnt als Frau, um zu versuchen, einen Job in einer Drag Show zu bekommen, sodass Tony sich in sie/ihn verliebt, was zu einem lustigen Verwirrspiel und Gelegenheiten zur Parodie auf Romeo und Julia führt. Als Nebenhandlung treten die zwei puerto-ricanischen Dragqueens Consuelo und Obvióla in den Wettbewerb um den Job ein und machen dem missverstandenen Star das Leben in New York City noch elender machen, während Tony durch die Straßen stolpert und singt: „Maria, I would never have known or guessed it, but she really is rather flat-chested“; sofern danach gerufen wird, gibt es diese Passage auch auf Schwedisch, Spanisch oder Deutsch, in letzterem Fall übersetzt als „Maria, obwohl alles ist schön erhoben, ist nicht oben so viel erhoben…“.
Im Verlauf der Handlung werden Marias Bruder Bernardo, Tony selbst und seine abservierte (für Wild Side Story hinzuerfundene) Freundin Betty-Sue getötet. Nachdem eine „Soul Goddess“ den Geist des Doktor King angerufen hat, werden sie jedoch für ein glückliches Ende alle wieder zum Leben erweckt.

## Rezeption

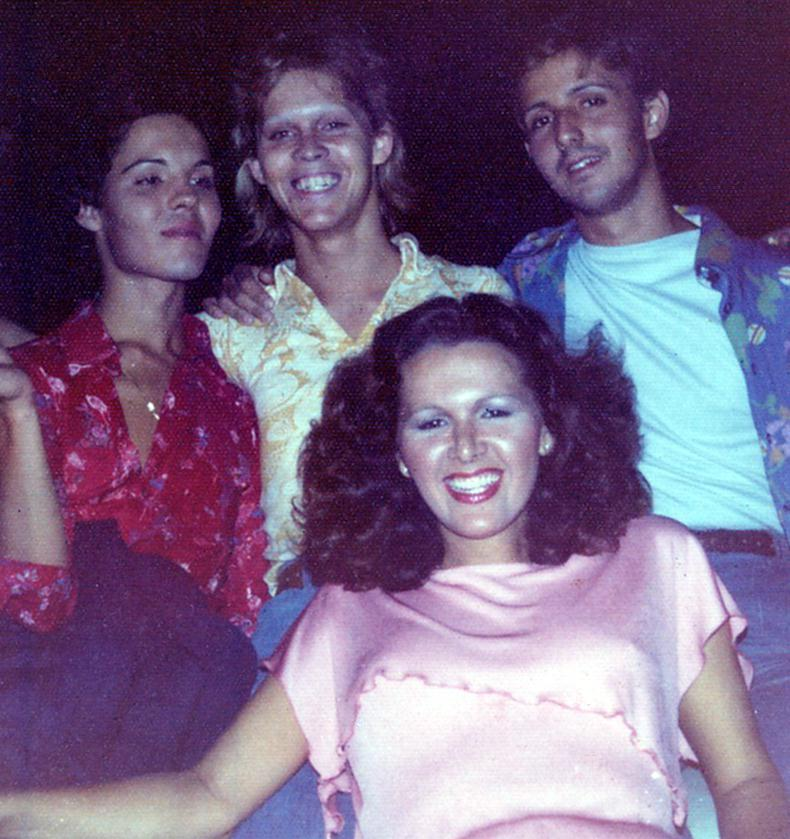
Mitglieder des Ensembles von 1974 auf Tournee in Tampa

Zwei vorher unbekannte junge kubanische Männer waren als Frauen in der Erstbesetzung so überzeugend, dass eine seriöse Zeitschrift in Miami eine Titelgeschichte über sie druckte, als „Frauen, die wie Frauen aussehen und wie Frauen riechen und Rüschen und Satin und Spitze tragen ... zwei solche hingebungsvolle Herzchen werden hier gezeigt, um die neueste feminine Mode für echte Frauen zur Schau zu tragen“. Der letztendliche Erfolg der ersten Show wurde von Augenzeugen beschrieben als: „ein Riesenhit ... Floridas große Namen der Männer in Frauenrollen haben ihre bizarren Rollen in dieser bizarren Geschichte gespielt, bis das Publikum schrie“.
In Stockholm war Lars Jacobs erstes Kabarett AlexCab, in dem Travestie-Nummern amerikanischer Art zum ersten Mal in Schweden aufgeführt wurden, im Herbst 1975 bereits erfolgreich. 1976 nannte der bekannte Kritiker Sten Hedman Wild Side Story die „beste Show der Stadt ... dekadent, spaßig, aufregend, talentiert“ und – fast prophetisch – den bald in Schweden berühmten Christer Lindarw den besten Darsteller der Show. In den großen Zeitungen wie Dagens Nyheter und Svenska Dagbladet kamen eher ratlos erscheinende Bewertungen über ein so völlig neues Phänomen wie Wild Side Story. Letztere hob sowohl Steve Vigil in der Hauptrolle als auch Ulla Jones und Agneta Lindén für ihr Charisma und Know-how hervor.
In Los Angeles betitelte Journalist Michael Kearns seine Rezension der Show als „Stadtgespräch“ und bezeichnete Wild Side Story als „das Außergewöhnlichste, was Sie je gesehen haben“. Eine lokale Schwulenzeitschrift nannte es eine „spaßige, kitschige Abendunterhaltung“, befand auch, „die Besetzung ist lebendig und Jacobs Regie ist schnelllebig … ein schneidiger Tony … eine wunderschöne, berührende, zarte Maria …“ und nannte die zwei Dragqueens „den zügellosen Teil der Show“.

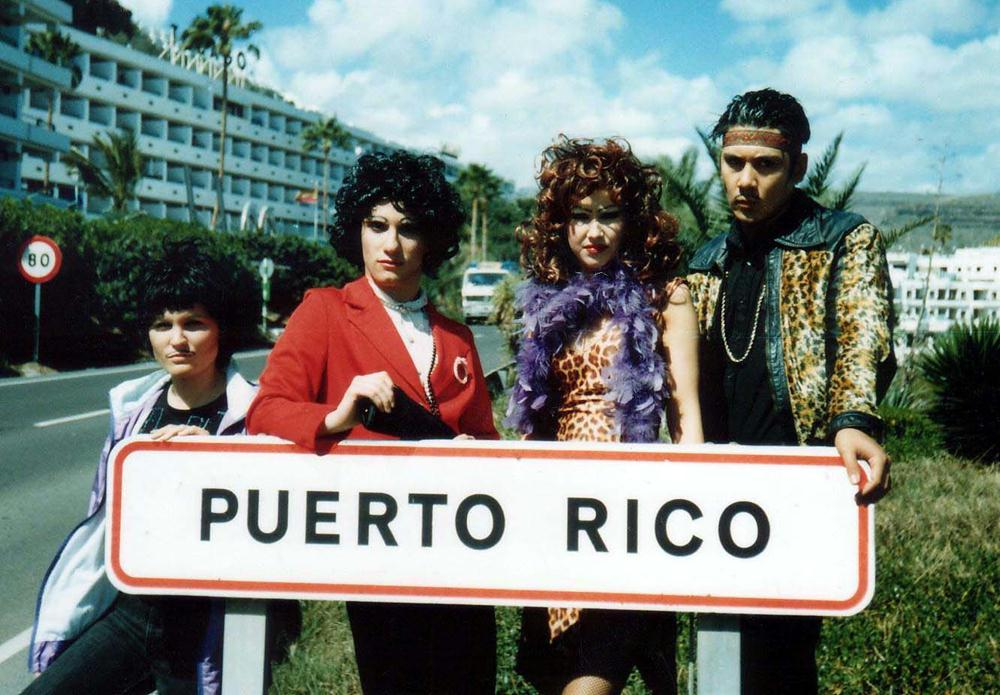
In Spanien 2000

Im Jahr 1997, wieder in Stockholm, gab es Rezensionen wie „ein völlig wilder Abend“, „eine urkomische Parodie, eine inspirierende Show voller Einfallsreichtum, ein absolutes Hysterical“, und 2000 wurde in Spanien die Geschichte der Show und ihres Regisseurs vorteilhaft hervorgehoben. Im selben Jahr wurde Wild Side Story in Stockholm erstmals als „Kult-Show“ benannt. 2003 und 2004 beschrieb eine touristische Zeitschrift der Stadt Stockholm das Stück so: „ein Kult-Klassiker ... wunderschöner Abend mit Gesang, Tanz und Musik in einer schnelllebigen Parodie“, mit „Gelächter, Spaß, Pantomime, Tanz und Musik macht sich Wild Side Story lustig über die Schwächen des menschlichen Verhaltens und vieles mehr“.  Im Jahr 2003 wurden in Schwedens führendem Schwulen-Magazin die Dragqueens als „ziemlich bullige Männer mit behaarter Achselhöhle“ erwähnt.

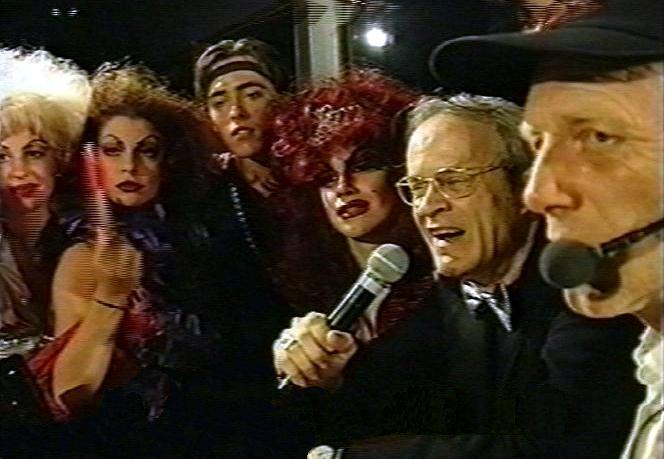
Lars Jacob mit Ensemble in einem Fernsehinterview 1997

## Kernthemen
Lars Jacob wurde im schwedischen Fernsehen über Wild Side Story interviewt. In der Live-Sendung im Jahr 1997 sagte er: „Seit ich 13 oder 14 Jahre alt war, fand ich es immer so verwirrend mit all der sexuellen Heuchelei, die wir in unserer Gesellschaft haben, und der religiösen Heuchelei und der politischen Heuchelei, darum bin ich ein Anti-Heuchelei-Fanatiker – das ist das einzige, wobei ich fanatisch bin, gegen die Heuchelei – so wird ein großer Spaß daraus, Witze darüber zu machen, mit zweierlei Maß zu messen, sowie über die Über-Romantisierung unserer Gesellschaft, die bedeutet, dass junge Menschen kaum eine Chance auf Erfolg haben, mit all dieser Romantik-Propaganda.“
Ein weiteres Mal trat Lars Jacob im Jahr 2000 in vier Teilen einer beliebten Fernsehserie als Regisseur auf, wo er unter anderem sagte, „es gibt nichts wirklich Unanständiges in der Show, aber es werden eine Menge Späße mit Sexualität und Romantik und ‚wahrer Liebe‘ und all dem gemacht ... (und mit Verweis auf noch eine seiner mutigen Besetzungen:) Ich finde es toll, mit Leuten, die was wagen, und Leuten, die was Besonderes aus dem Leben machen, nicht wie Prinzessin Madeleine: ‚Ich möchte ein gewöhnliches Leben leben‘ – was? Mein Gott, sie gehört zu fünf der ungewöhnlichsten Familien der Welt, dieses Mädchen, und das arme Ding ist gezwungen, so was zu sagen wie ‚Ich möchte ein gewöhnliches Leben leben‘!“.